# Sangre de mi tierra
Sangre de mi tierra est une telenovela américaine diffusée entre le 29 novembre 2017 et le 20 février 2018 sur Telemundo.

## Synopsis
C'est l'histoire de la famille Castañeda et de la famille Montiel, unies par la passion de la culture de la vigne. Ils vont s'affronter dans une guerre sans fin, remplie de passions, de haines, d'intolérances, d'amours interdits après avoir subi une tragédie familiale dans laquelle le fils aîné de la famille Castañeda meurt.
Crisanto Castañeda et Natalia Martínez de Montiel sont des gens de la terre et des vignobles. Pour eux, le raisin, sa culture, l'élaboration des moûts et la qualité de ses vins ne sont pas un commerce mais une façon de se soutenir. C'est une vraie passion. Une façon de vivre. La seule façon de respirer et de ressentir. C'est l'histoire que nous allons raconter. Deux familles intenses et compliquées, Les Castañeda et Les Montiel, leurs rencontres, leurs intimitiés, leurs amours, leurs haines et leurs intolérances, dans le cadre de la grande passion qu'elles partagent : la vie.
Crisanto Castañeda est venu à Napa il y a trente ans, de son Michoacán natal, sans un centime. Après de nombreuses années de dur labeur, il a conquis son monde : il a une épouse fidèle, Mercedes, quatre enfants : Emilio, Aurora, Paloma et Leonardo. Il a ses splendides vignes, mais surtout, il possède sa cave de vins forts et puissants, tout comme lui. 
Natalia Martínez de Montiel est née dans les grands vignobles de Napa, et cultive des cépages à côté de ses parents, Joaquín et Emilia Martínez, humbles braceros "travailleurs manuels" qui se sont battus pour lui donner un meilleur avenir dans cette nouvelle terre. Grâce à eux, elle a pu réaliser une carrière universitaire. Elle a épousé Paco Montiel, un homme instruit et bon qui l'a soutenue dans ses rêves de devenir viticulteur et qui aujourd'hui est toujours dans l’envie de plans d'expansion. Il a un seul fils, Luis Montiel, marié à Anita Carmona, et il a un vigneron, comme père. En outre, elle a dû élever le fils aîné de son mari, le problématique Juan José Montiel.
Les familles Castañeda et Montiel ont des années d’amitié. Joaquín Martínez a aidé Crisanto à acheter sa première terre, et Crisanto, plusieurs années plus tard, a prêté l'argent au Montiel pour ouvrir leur petite cave. L'harmonie de la relation se termine avec la mort d'Emilio, le fils aîné de Crisanto, dans un accident de voiture causé par l'imprudence de son meilleur ami, Juanjo Montiel, le fils de Paco. De cette tragédie familiale, une guerre entre les familles et les vignobles est établie. Parce que Crisanto, pris par la douleur et la rage pour la perte de son fils, fait une demande qui aggrave la peine d'homicide involontaire de Juan José qui dure un an et demi de plus en prison, et met fin à sa relation avec Aurora, la fille de Crisanto. Mais au milieu de la haine, l'amour se fait entendre : l'amour de Juanjo pour Aurora, qui est maintenant marié avec Roberto. Il y a aussi un amour passionné entre Paco, le mari de Natalia, pour Paloma, la plus jeune fille des Castañeda. Cette relation finit par aggraver les combats continus et les pièges qui sont infligés par Natalia et Crisanto. Et au plus fort de cette intimité, il y a un meurtre, qui mettra les deux familles en échec, puisque beaucoup avaient des raisons de le commettre. Ajouté au suspens créé par le meurtre, chacun des membres des deux familles devra se battre contre ses propres démons et jusqu'à ce qu'ils soient vaincus. 

## Distribution
- Ana Belena : Aurora Castañeda Paredes
- Lambda García : Juan José "Juanjo" Montiel
- Santiago Ramundo : Roberto Quiroga
- Antonio de la Vega : Crisanto Castañeda
- Carolina Gómez : Natalia Martínez de Montiel
- Miguel de Miguel : Francisco "Paco" Montiel
- Gloria Peralta : Mercedes "Meche" Paredes de Castañeda
- Daniel Elbittar : Emilio Castañeda Paredes
- Laura Chimaras : Serena Zambrano
- Josette Vidal : Paloma Castañeda Paredes
- Gabriel Rossi : Luis Montiel Martínez
- Dad Dáger : Susan Acosta
- Rubén Morales : Joaquín Martínez
- Alba Roversi : Sara Casa Grande Arrieta
- Francisco Porras : Dimas Zambrano
- Roberto Plantier : Ernesto Sánchez
- Anthony Alvarez : Cándido Navarro
- Maki Soler : Doris Anderson
- Estefany Oliveira : Ana "Anita" Barrios de Montiel
- Keller Worthman : Horacio Toledo
- Héctor Medina : Leornado Castañeda Paredes / Leonora Castañeda Paredes
- Gabo López : Rafael Zambrano
- Federico Diaz : Miguel "Mike" González
- Anna Sobero : Dolores Pérez
- Liz Dieppa : Sofía Pereira Anderson
- Johanna Cure : Kimberly Figueroa
- Carlos Santos : Iván Carrillo
- Aneudy Lara : Jordan Giménez
- Fernando Pacanins : Dr. Portillo
- Fabián Hernández : Fidelio Hernández
- César Rodriguez : Wilmer Pérez
- Tangi Colombel : Smith
- Ezequiel Montalt : Daniel Fajardo
- Diego Herrera : Emilio Quiroga Castañeda
- Pablo Quaglia : Pablo Sandoval
- Carlos Acosta-Milian : Gaspar Aguirre
- Pedro Pablo Porras : Arístides Maldonado
- Daniel Fabius : Bautista Negrón
- Guadalupe Hernández : José Gregorio "Goyo" Mejía
- Carlos Yustis : Feliciano Cardona
- Rodolfo Salas : Cristian
- Carl Mengenthaler : Bill Mc Kenisse
- Alan Fritz : Mr. Newton
- Kevin L. Humes : Prisionnier
- Yadi Nieves : Consuelo
- Magaly Pefig : Gisela
- Rita Verreos : Enfermé
- Claudio Giúdice : Matías Rosso
- Beatriz Monroy : Maid